# Bufonia ephedrina
Bufonia ephedrina är en nejlikväxtart. Bufonia ephedrina ingår i släktet Bufonia och familjen nejlikväxter.

## Underarter
Arten delas in i följande underarter:
- B. e. musilii
- B. e. minor